# Cryptosaccus
Cryptosaccus es un género de gastrópodo de la familia Hygromiidae.
Este género contienen las siguientes especies:
- Cryptosaccus asturiensis